# Patricia Piccinini

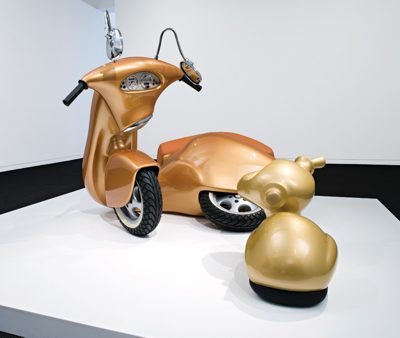
Nest, 2006, tecnica mista

Patricia Piccinini (Freetown, 1965) è un'artista australiana di origini italiane nata in Sierra Leone, interessata alla biotecnologia che lavora su vari media: stampa digitale, video e scultura. Ha rappresentato l'Australia alla Biennale di Venezia nel 2003. Una delle sue mostre ha attirato più di 440.000 persone.

## Biografia
Ha iniziato a studiare Economia alla National University of Australia e si è laureata in Belle Arti al Victorian College of the Arts nel 1991. Nel 2003 ha rappresentato l'Australia alla Biennale di Venezia. Nel 2016 è stata insignita di un dottorato onorario in arti visive e dello spettacolo da parte del Victorian College of the Arts dell'Università di Melbourne.

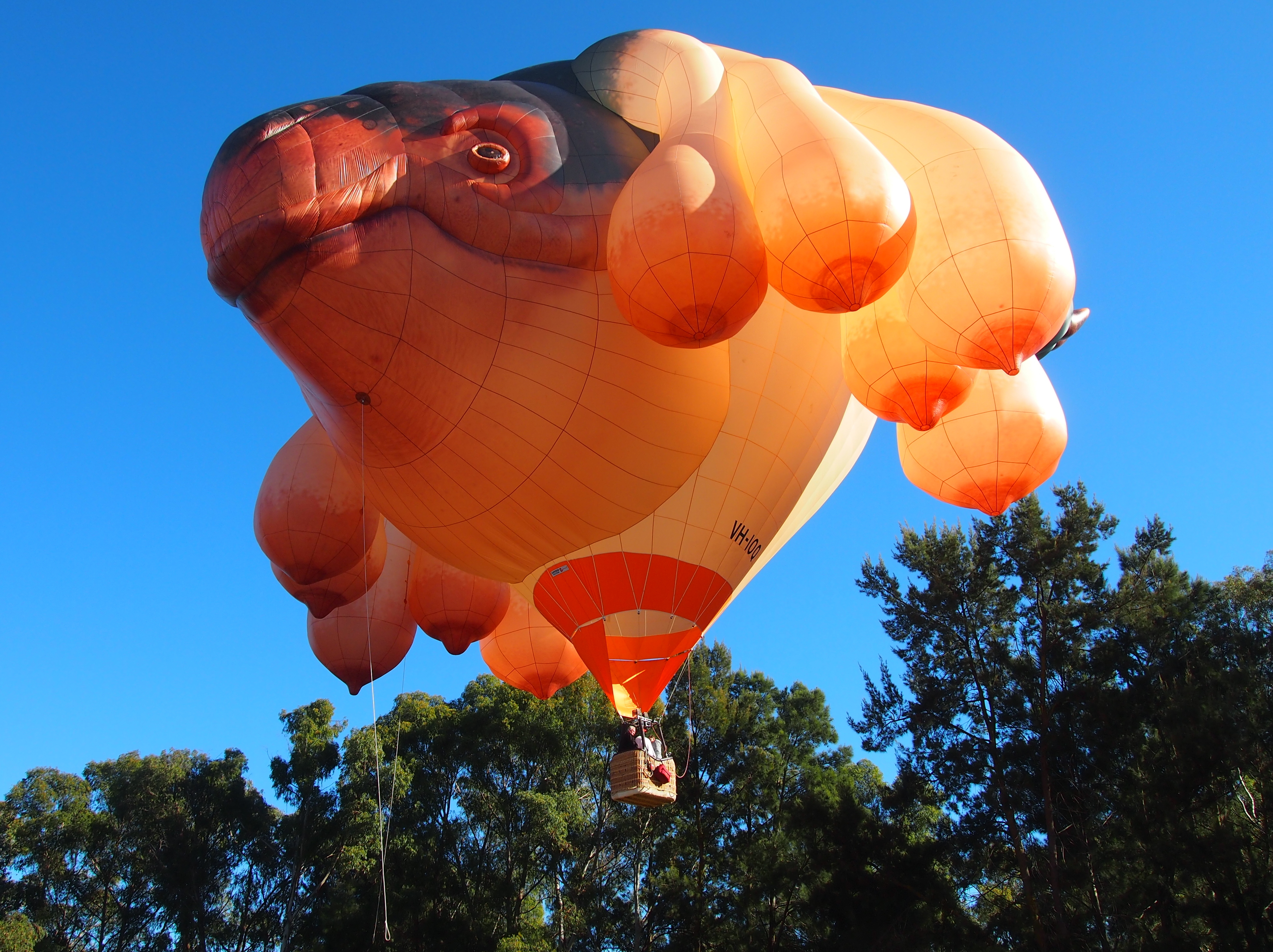
Skywhale, 2013, realizzata per la città di Canberra

## Opere principali
- Truck Babies (1999)
  - Game Boyes Advance (2002)
  - Still life with stem cells (2002)
  - Leather Landscape(2003)
  - We are Family (2003)
  - Plasmid Region (2003)
  - Surrogate (2005)
  - Nest (2006)
  - The Gathering (2006)
  - The Stangs (2008)
  - The Long Awaited (2008)
  - Not Quite Animal(Transgenic skull for The Young Family)(2008)
  - The Comforter (2010)
  - Newborn (2010)
  - Eulogy (2011)
  - Skywhale (2013)[3]
  - The Bond (2016)
  - No Fear Of Dephts (2019)
  - Shadowbat (2019)